# Dez Dias de Bréscia
Os Dez Dias de Brescia (em italiano:  Dieci giornate di Brescia) foi uma revolta que eclodiu na cidade italiana de mesmo nome, localizada no norte da Itália, a revolta durou de 23 de Março a 1º de Abril de 1849. Resultando na capitulação de Brescia.
No início do século 19, Brescia era uma mera súdita do Império Austríaco, junto de todo o resto do Reino da Lombardia-Veneza. A revolta, liderada pelo patriota Tito Speri, começou no mesmo dia da Batalha de Novara (embora as notícias da Vitória Áustriaca ali ainda não tivessem chegado).
As tropas austríacas, comandadas pelo General Nugent, foram inicialmente surpreendidas e retiraram-se para o castelo, de onde bombardearam fortemente a cidade, danificando muitos dos monumentos históricos de Brescia. O cerco total de Brescia foi estabelecido pelos austríacos apenas a partir do 8º dia da revolta, quando chegaram os reforços. No dia seguinte, o General Haynau, mais tarde apelidado de "A hiena de Brescia", veio e exigiu a rendição incondicional dos insurgentes. Como estes o recusaram, a batalha prosseguiu até tarde da noite, quando os líderes da revolta decidiram-se por se render. No dia seguinte (1º de Abril), no entanto, as tropas austríacas saquearam e massacraram um grande numero de habitantes da cidade antes que a rendição pudesse ser formalmente assinada.
Aproximadamente 1.000 cidadãos foram mortos durante a batalha. Por sua brava e grande resistência, a cidade de Brescia ganhou o apelido de Leonessa d'Italia (Leoa da Itália).

## Ver Também
- Risorgimento
- Batalha de Novara (1849)